# Beauvoir (Oise)
Beauvoir – miejscowość i gmina we Francji, w regionie Hauts-de-France, w departamencie Oise.
Według danych na rok 1990 gminę zamieszkiwały 202 osoby, a gęstość zaludnienia wynosiła 20 osób/km² (wśród 2293 gmin Pikardii Beauvoir plasuje się na 795. miejscu pod względem liczby ludności, natomiast pod względem powierzchni na miejscu 446.).